# Internet festival - Forme di Futuro
Internet Festival è un evento annuale dedicato all'esplorazione e alla divulgazione di Internet, della tecnologia e della cultura digitale, che si svolge a Pisa in ottobre.

## Storia
Nasce nel 2011 a Pisa su iniziativa del CNR e dell'Università di Pisa e visto il successo dell'iniziativa l'anno successivo entrano tra i promotori anche la Scuola Superiore Sant'Anna e la Regione Toscana e la sua organizzazione viene affidata a Fondazione Sistema Toscana.
L'obiettivo del festival è quello di creare un luogo di incontro per professionisti, accademici, imprenditori, artisti e appassionati di tecnologia, al fine di promuovere il dialogo, condividere conoscenze e ispirare l'innovazione nel contesto della società digitale.
L'Internet Festival offre un'ampia varietà di argomenti, coprendo diversi aspetti dell'ecosistema digitale. Tra i temi trattati vi sono la tecnologia, l'arte digitale, il giornalismo, il gaming, la sicurezza informatica, la privacy, l'etica digitale e molto altro. 
Grazie a una programmazione diversificata e coinvolgente, il festival mira a suscitare riflessioni sulle implicazioni sociali, culturali ed economiche dell'era digitale.
Il festival si compone anche di una importante sessione educativa, i Tutorial Tour, detti anche T-Tour, dedicati alle scuole di ogni ordine e grado a livello nazionale. 

## Organizzazione

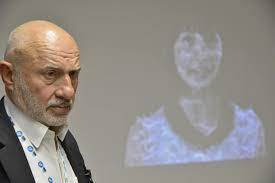
Il Direttore Claudio Giua

Il festival si tiene a Pisa la seconda settimana di ottobre ed è articolato in varie sedi, che cambiano di edizione in edizione a seconda delle esigenze organizzative e della composizione del palinsesto. Il direttore del Festival è Claudio Giua.
La struttura organizzativa ha come base giuridica un protocollo di intesa e vede coinvolte numerose istituzioni e organizzazioni pubbliche e private: Regione Toscana, Comune di Pisa, Camera di Commercio di Pisa,  CNR, Università di Pisa, Scuola Superiore Sant'Anna, Scuola Normale Superiore, e associazione Festival della Scienza di Genova.

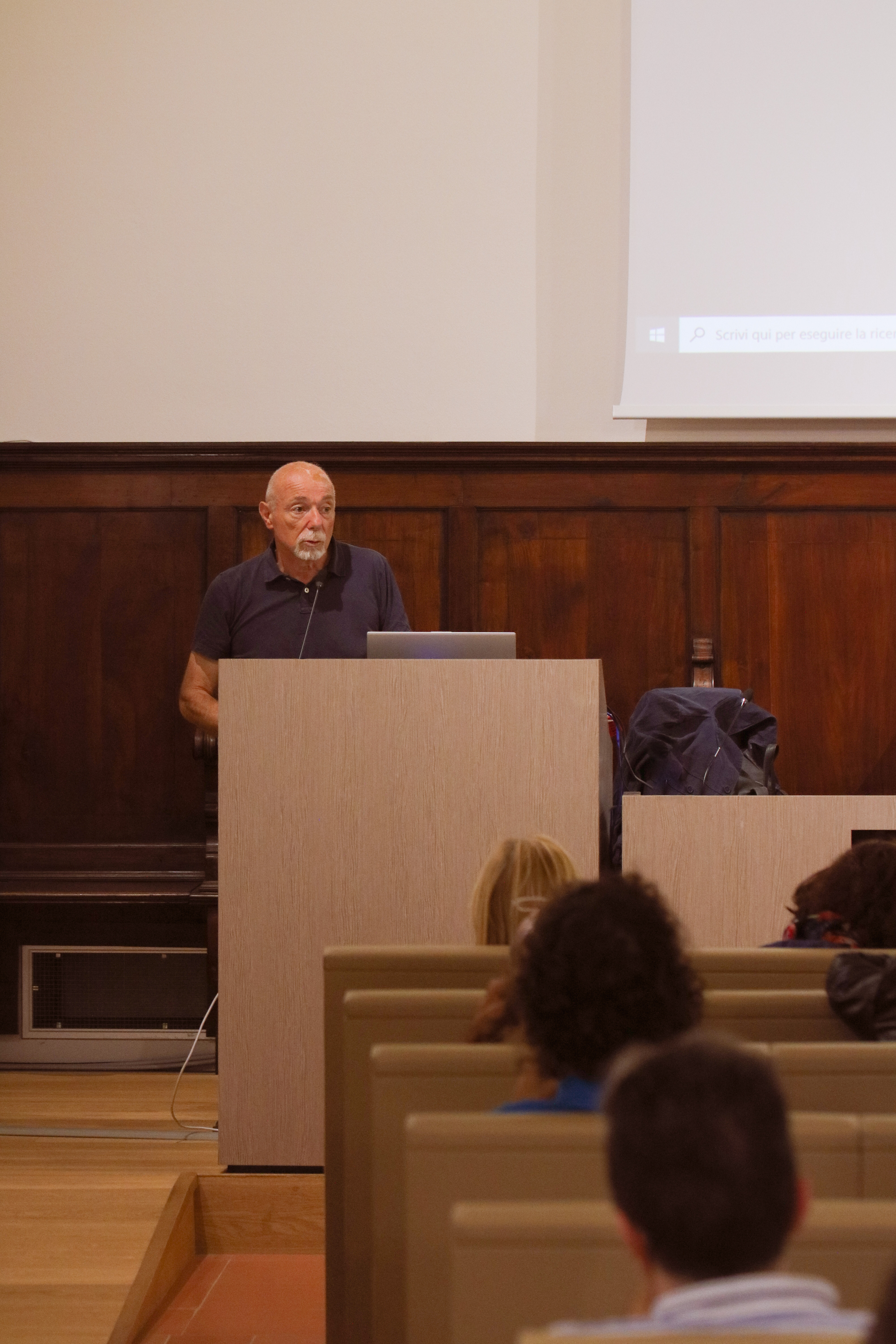
Paolo Nori in "Chi ha paura di Dostoevskij" - IF2022.

## Tematiche

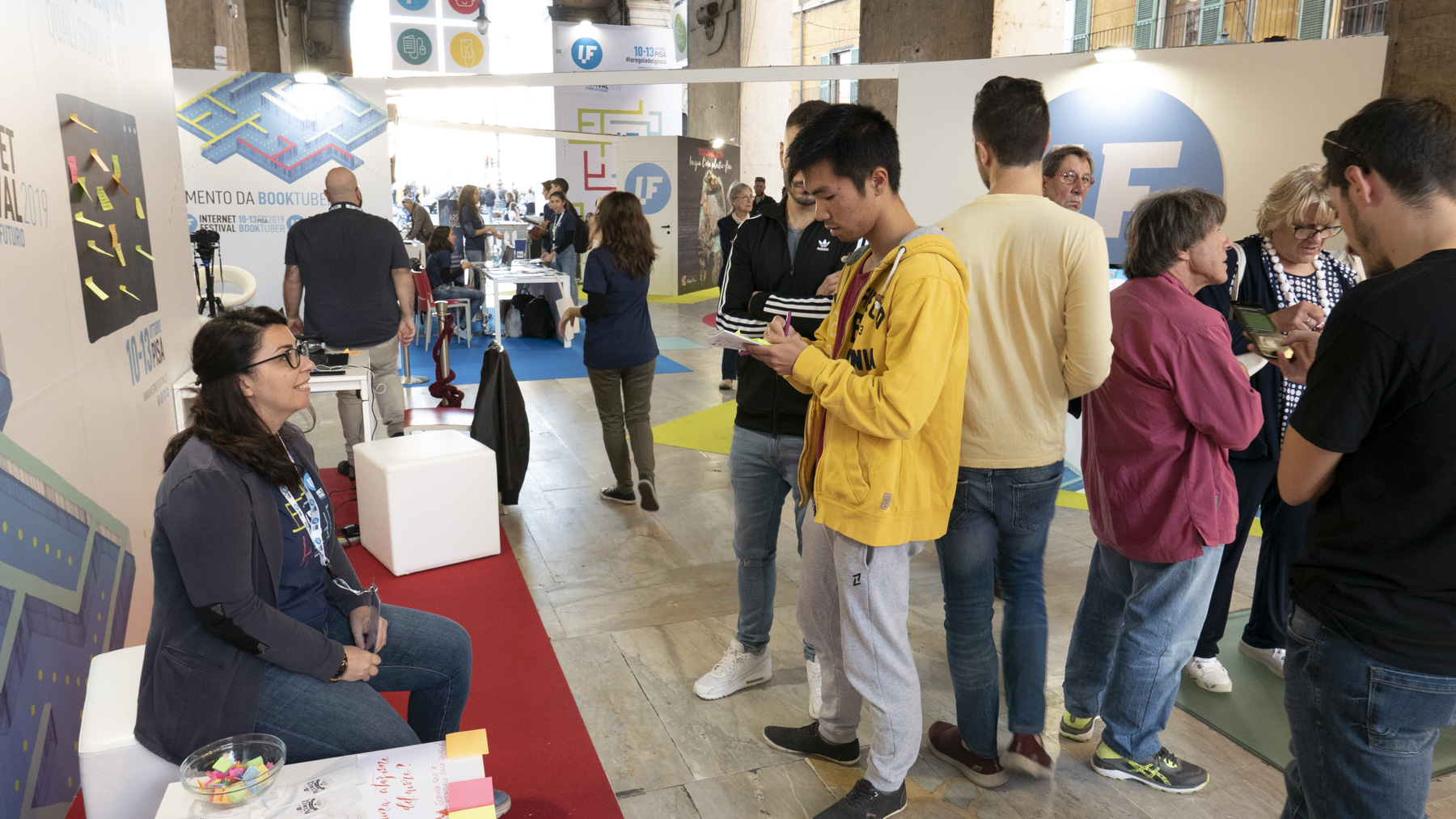
Info point presso Logge dei Banchi - Pisa

Le tematiche affrontate sono principalmente legate a:
- tecnologia e all'innovazione, per offrire uno sguardo approfondito sulle ultime tendenze e i progressi in campi come l'intelligenza artificiale[17], l'Internet delle cose, blockchain, la realtà virtuale e la robotica[18];
- cultura digitale, indagando l'impatto delle tecnologie digitali nella società e esplorando l'evoluzione delle forme d'arte digitali (NFT, ecc.), la diffusione del gaming e l'influenza della tecnologia sulla cultura contemporanea (libri, cibo[19], economia, spettacoli dal vivo, musica, ecc.)[20];
- comunicazione e giornalismo online, indagando sul ruolo dei media digitali e del giornalismo online nell'era dell'informazione digitale. Si affrontano temi come la diffusione delle fake news, la trasformazione del giornalismo tradizionale, l'accesso all'informazione e la comunicazione digitale[21];
- impatto sociale e politico di Internet, analizzando le implicazioni sociali, politiche ed economiche di Internet e delle tecnologie digitali nella società contemporanea. Ciò include discussioni sulla democrazia digitale, i diritti digitali, la privacy, la sicurezza online e la partecipazione civica[22];
- sostenibilità digitale, si esplorano le questioni legate all'impatto ambientale[23] delle tecnologie digitali, le soluzioni per una maggiore efficienza energetica e la promozione di pratiche sostenibili nel contesto digitale;
- educazione e formazione digitale, ponendo l'attenzione sull'importanza dell'istruzione digitale e della formazione, discutendo l'accesso all'educazione online, la diffusione delle piattaforme e-learning, la digitalizzazione delle scuole e la promozione delle competenze digitali[24].

## Edizioni
Ogni edizione si caratterizza per affrontare una tematica principale, spesso un tema o un argomento dell'anno che emerge maggiormente nel dibattito pubblico o nell'ambiente scientifico e culturale nazionale e internazionale. Ogni edizione ha quindi una parola chiave dalla quale si declinano concept e palinsesto.

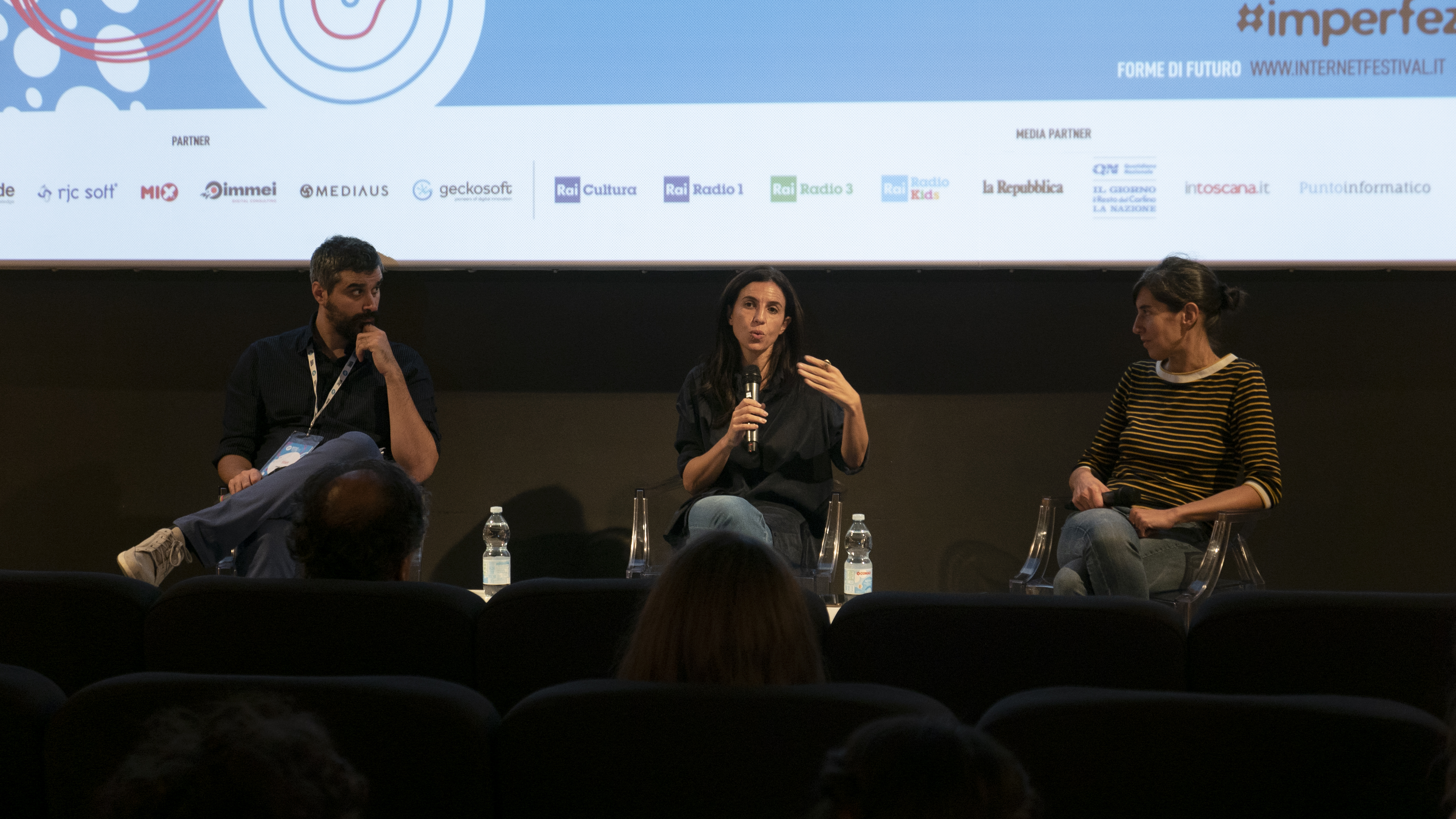
Francesca Mannocchi a IF2022

Nel corso delle prime edizioni (2011, 2012 e 2013) l'approccio è stato più generico, con un'indagine più ampia sulle tematiche relative a Internet, alla tecnologia e alla cultura digitale. Man mano che il festival ha progredito, si è sviluppata una selezione più puntuale su un tema specifico, scelto in base all'attualità o all'importanza del momento.
- Edizione 2014: materia
- Edizione 2015: spazio
- Edizione 2016: tessuti digitali
- Edizione 2017: sentiment
- Edizione 2018: intelligenza
- Edizione 2019: le regole del gioco
- Edizione 2020: reset[26]
- Edizione 2021: phygital[27]
- Edizione 2022: imperfezione[28]
- Edizione 2023: artificiale[29]. L'edizione 2023 si è svolta dal 5 all'8 ottobre con artificiale come parola chiave, intendendo riferirsi non solo all'intelligenza artificiale, ma a quanto di "non naturale" l'innovazione digitale inserisca nel mondo conosciuto, nelle relazioni, nella creatività, sanità, istruzione e industria[30]. L'evento ha visto la partecipazione di vari ospiti[31], tra cui esperti di rilievo nel campo dell'IA come Alessandra Sciutti, nota per il suo lavoro nella robotica[32], e Licia Troisi, autrice di fantascienza[33]. Tra gli altri ospiti di spicco presenti all'evento vi erano Donata Columbro, Diletta Huyskes, Oyidiya Oji Palino, che hanno contribuito con le loro testimonianze e analisi a esplorare le sfide e le opportunità legate all'IA e alla parità di genere[34]. L'edizione 2023 ha inoltre ospitato dibattiti con filosofi e filosofe come Ilaria Gaspari, Pascal Chabot ed Eric Sadin, la linguista Vera Gheno, il sindacalista Marco Bentivogli, l'attivista e saggista italiano Bifo, l'avvocato Guido Scorza per le tematiche legate alla privacy e personalità poliedriche come Sabina Guzzanti, offrendo un'analisi critica delle implicazioni culturali e sociali dell'IA[35][36].

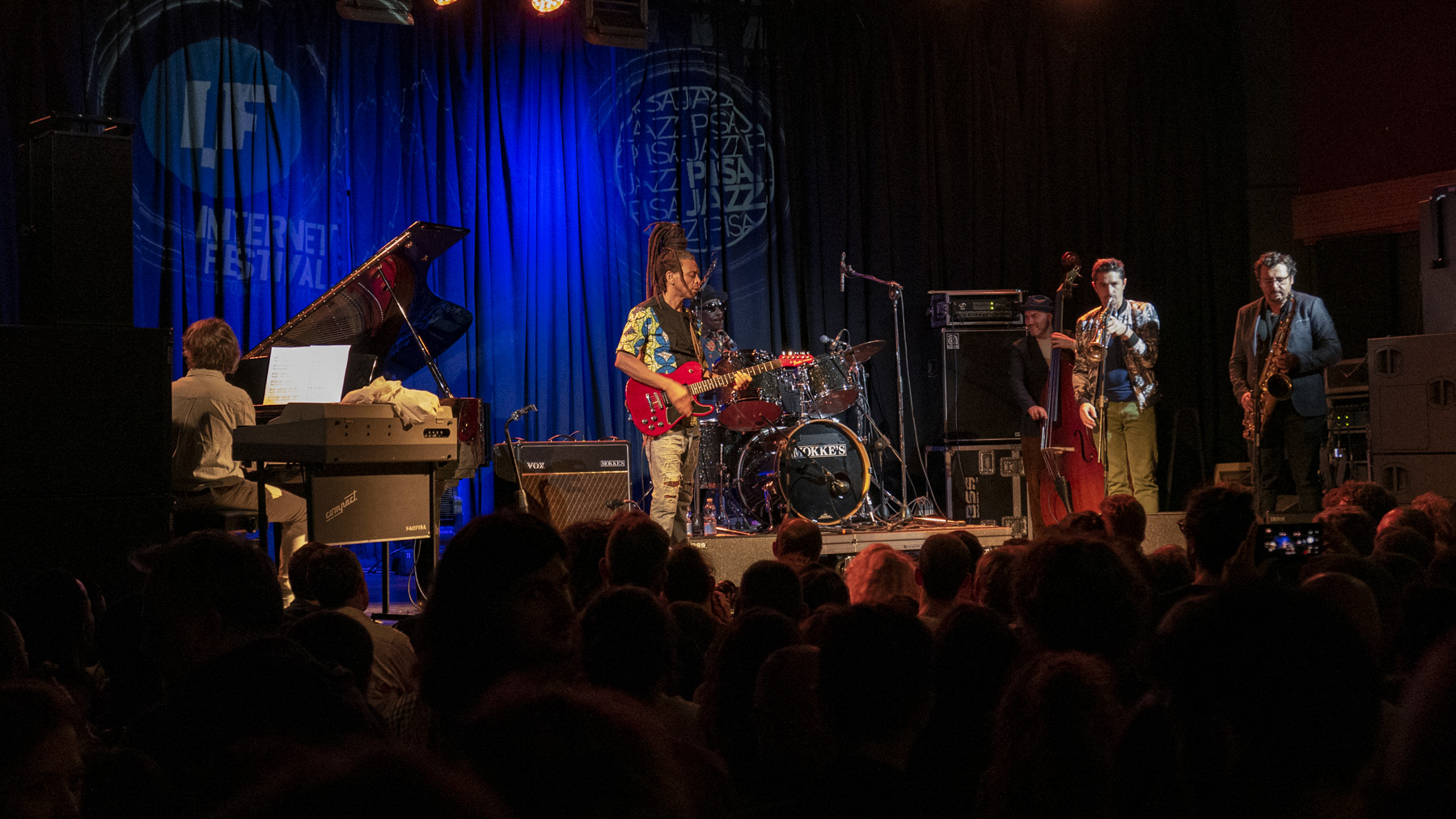
Tony Allen a IF2019

- Edizione 2024: generazione